# Majk
Majk (bzw. Majkpuszta) ist ein kleiner Ort bei Tatabánya (Oroszlány), Ungarn. 
Der Ort ist für sein Kamaldulenserkloster berühmt.  Die barocken Gebäude entwarf Jakob Fellner. Neben den Häusern der Mönche gibt es hier auch einen Turm, der früher zu einer Kirche gehört hat. Nachdem Joseph II. den Orden verboten hatte, hat die Familie Esterházy das Gebäude als Jagdschloss genutzt.

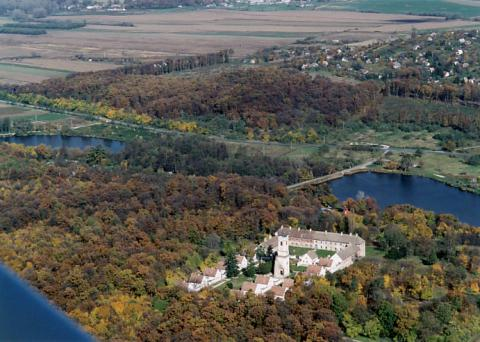
Gesamtansicht der Anlage.
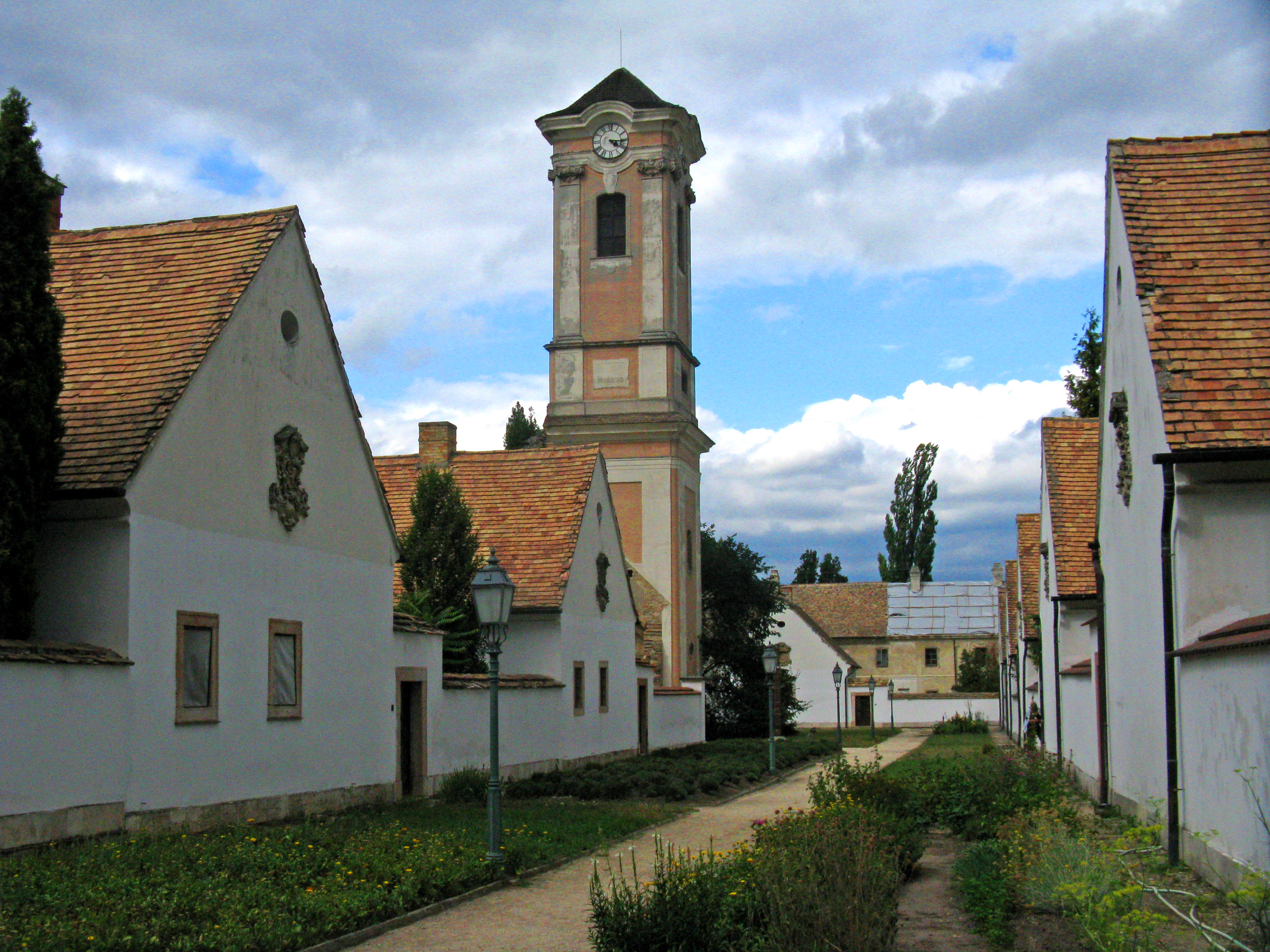
Das Kloster.
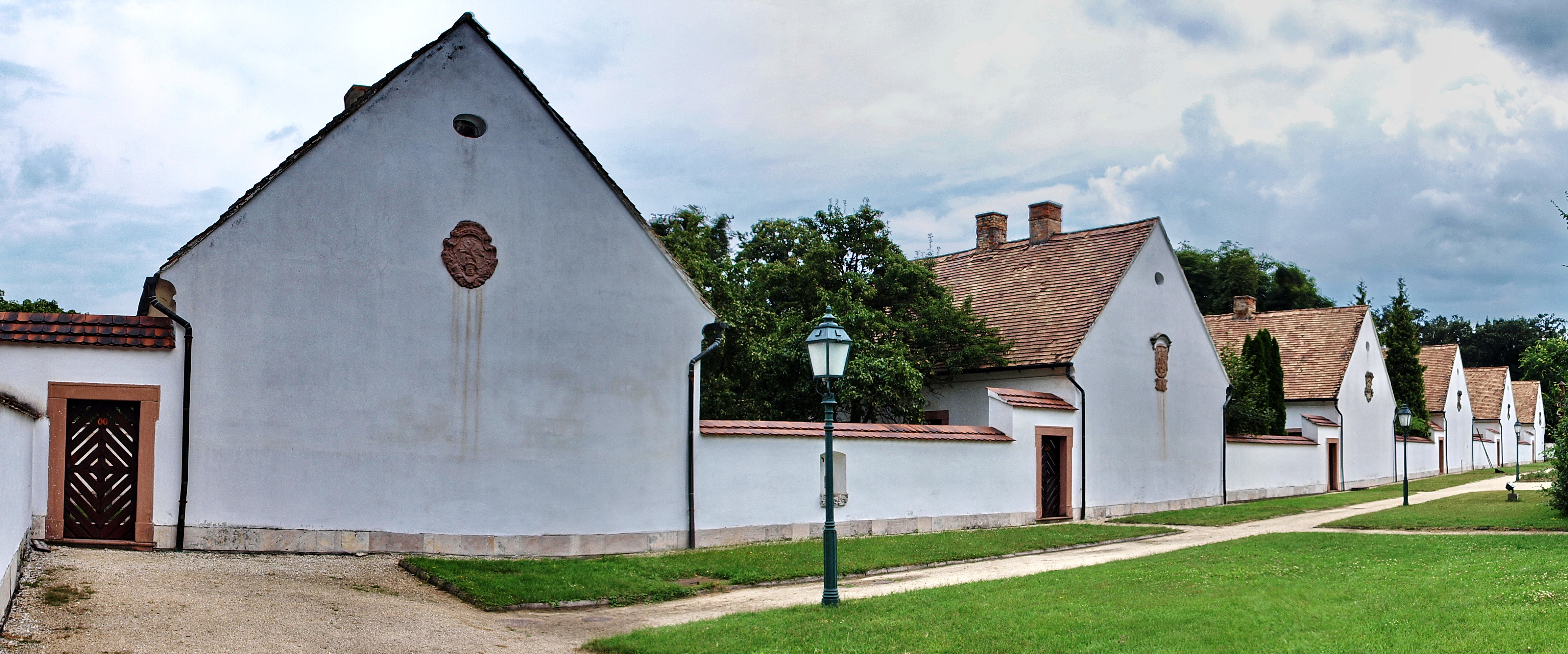
Eremitage des früheren Klosters.